# Liga Profesional de Baloncesto de Venezuela
A Liga Profesional de Baloncesto de Venezuela é a liga profissional de basquetebol da Venezuela. Fundada em 1974, é organizada pela Federación Venezolana de Baloncesto.

## Times da temporada 2025–26

### Equipes da Liga A
Zona Ocidente
- Cocodrilos de Caracas
- Gladiadores de Anzoátegui
- Guaiqueríes de Margarita
- Marinos de Oriente
- Panteras de Miranda
- Piratas de la Guaira
- Spartans Distrito Capital

Zona Oriente
- Brillantes del Zulia
- frontinos del táchira
- Gaiteros del Zulia
- Llaneros de Guarico
- Pioneros del Ávila
- Toros de Aragua
- Trotamundos de Carabobo

## Campeões

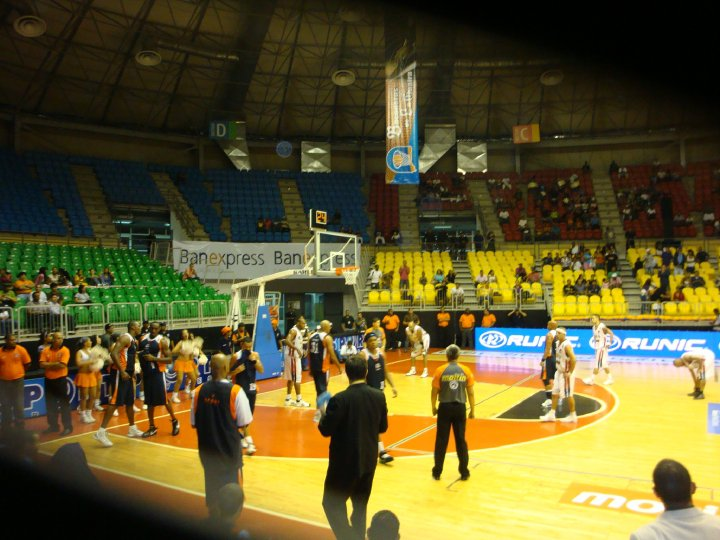
Domo Jose María Vargas, Venezuela.

| Temporada | Campeão                  | Vice-campeão             |
| --------- | ------------------------ | ------------------------ |
| 1974      | Ahorristas de Caracas    | Colosos de Carabobo      |
| 1975      | Colosos de Carabobo      | Panteras del Táchira     |
| 1976      | Panteras del Táchira     | Ahorristas de Caracas    |
| 1977      | Guaiqueríes de Margarita | Ahorristas de Caracas    |
| 1978      | Guaiqueríes de Margarita | Panteras del Táchira     |
| 1979      | Guaiqueríes de Margarita | Legisladores de Carabobo |
| 1980      | Guaiqueríes de Margarita | Retadores de Caracas     |
| 1981      | Guaiqueríes de Margarita | Telefonistas de Caracas  |
| 1982      | Guaiqueríes de Margarita | Panteras de Lara         |
| 1983      | Panteras de Lara         | Gaiteros del Zulia       |
| 1984      | Gaiteros del Zulia       | Guaiqueríes de Margarita |
| 1985      | Gaiteros del Zulia       | Guaiqueríes de Margarita |
| 1986      | Trotamundos de Carabobo  | Panteras de Miranda      |
| 1987      | Trotamundos de Carabobo  | Panteras de Miranda      |
| 1988      | Trotamundos de Carabobo  | Bravos de Portuguesa     |
| 1989      | Trotamundos de Carabobo  | Gaiteros del Zulia       |
| 1990      | Bravos de Portuguesa     | Marinos de Oriente       |
| 1991      | Marinos de Oriente       | Guaiqueríes de Margarita |
| 1992      | Cocodrilos de Caracas    | Trotamundos de Carabobo  |
| 1993      | Marinos de Oriente       | Trotamundos de Carabobo  |
| 1994      | Trotamundos de Carabobo  | Cocodrilos de Caracas    |
| 1995      | Panteras de Miranda      | Marinos de Oriente       |
| 1996      | Gaiteros del Zulia       | Marinos de Oriente       |
| 1997      | Guaiqueríes de Margarita | Cocodrilos de Caracas    |
| 1998      | Marinos de Oriente       | Trotamundos de Carabobo  |
| 1999      | Trotamundos de Carabobo  | Panteras de Miranda      |
| 2000      | Cocodrilos de Caracas    | Gaiteros del Zulia       |
| 2001      | Gaiteros del Zulia       | Bravos de Portuguesa     |
| 2002      | Trotamundos de Carabobo  | Panteras de Miranda      |
| 2003      | Marinos de Oriente       | Gaiteros del Zulia       |
| 2004      | Marinos de Oriente       | Gaiteros del Zulia       |
| 2005      | Marinos de Anzoátegui    | Guaros de Lara           |
| 2006      | Trotamundos de Carabobo  | Guaros de Lara           |
| 2007      | Guaiqueríes de Margarita | Cocodrilos de Caracas    |
| 2008      | Cocodrilos de Caracas    | Gaiteros del Zulia       |
| 2009      | Marinos de Anzoátegui    | Cocodrilos de Caracas    |
| 2010      | Cocodrilos de Caracas    | Marinos de Anzoátegui    |
| 2011      | Marinos de Anzoátegui    | Cocodrilos de Caracas    |
| 2012      | Marinos de Anzoátegui    | Trotamundos de Carabobo  |
| 2013      | Cocodrilos de Caracas    | Marinos de Anzoátegui    |
| 2014      | Marinos de Anzoátegui    | Trotamundos de Carabobo  |
| 2015      | Marinos de Anzoátegui    | Guaros de Lara           |
| 2015-16   | Cocodrilos de Caracas    | Bucaneros de La Guaira   |
| 2016-17   | Guaros de Lara           | Marinos de Anzoátegui    |

## Títulos por clube
- 11 títulos: Marinos de Anzoátegui: 1991, 1993, 1998, 2003, 2004 (como Marinos do Oriente), 2005, 2009, 2011, 2012, 2014, 2015
- 8 títulos: Trotamundos de Carabobo: 1986, 1987, 1988, 1989, 1994, 1999, 2002, 2006
- 8 títulos: Guaiqueríes de Margarita: 1977, 1978, 1979, 1980, 1981, 1982, 1997, 2007
- 6 títulos: Cocodrilos de Caracas: 1992, 2000, 2008, 2010, 2013, 2015-16
- 4 títulos: Gaiteros del Zulia: 1984, 1985, 1996, 2001
- 1 título: Halcones de Caracas: 1974 (como Ahorristas de Caracas)
- 1 título: Legisladores de Carabobo: 1975 (como Colosos de Carabobo)
- 1 título: Panteras del Táchira: 1976
- 1 título: Panteras de Lara: 1983
- 1 título: Cardenales de Portuguesa: 1990
- 1 título: Panteras de Miranda: 1995
- 1 título: Guaros de Lara: 2016-17